# Perfect Forward Secrecy
Em criptografia, forward secrecy (FS) (em português literal, "sigilo encaminhado"), também conhecida como perfect forward secrecy ("sigilo encaminhado perfeito"), é um recurso de protocolos seguros de comunicação, utilizado para proteger o conteúdo de mensagens criptografadas e assinaturas digitais pretéritas contra eventuais vazamentos ou comprometimentos futuros de senhas ou chaves criptográficas secretas.

## História
O termo "perfect forward secrecy" foi cunhado por C. G. Günther em 1990< e discutido por Whitfield Diffie, Paul van Oorschot e Michael James Wiener em 1992, quando foi usado para descrever uma propriedade do protocolo "central-a-central" (STS).
Forward secrecy também tem sido usado para descrever de forma análoga a propriedade de protocolos de acordo de chaves autenticadas por senha nos quais o segredo permanente é uma senha (compartilhado).